# 이짜나언짜나
이짜나언짜나는 2016년 EP 앨범 [이짜나언짜나]로 데뷔한 대한민국의 남성 듀오 그룹이다.

## 방송
- 버스커즈 버스킹 (2016) - Top4
- 쇼킹 나이트 (2023) - Top14(13위)

## 음반
- 이짜나언짜나 (2016)
- 여자들은 OOO를 좋아해 (2017)
- 미세먼지 (2018)
- 잠금해제 (2018)
- WAH! (2019)
- CEO Of Challenge (2020)
- CELEB (2021)